# Ponto Belo
Ponto Belo este un oraș în statul Espírito Santo (ES) din Brazilia.